# Campionato Paraense 2019
Il Campionato Paraense 2019 è stata la 107ª edizione del Campionato Paraense.

## Squadre partecipanti
| Squadra          | Città       |
| ---------------- | ----------- |
| Águia de Marabá  | Marabá      |
| Bragantino-PA    | Bragança    |
| Castanhal        | Castanhal   |
| Independente-PA  | Tucuruí     |
| Paragominas      | Paragominas |
| Paysandu         | Belém       |
| Remo             | Belém       |
| São Francisco-PA | Santarém    |
| São Raimundo-PA  | Santarém    |
| Tapajós          | Santarém    |

## Prima fase

### Gruppo A1
|  | Pos. | Squadra          | Pt | G  | V | N | P | GF | GS | DR  |
|  | ---- | ---------------- | -- | -- | - | - | - | -- | -- | --- |
|  | 1.   | Remo             | 19 | 10 | 5 | 4 | 1 | 15 | 6  | +9  |
|  | 2.   | Bragantino-PA    | 15 | 10 | 4 | 3 | 3 | 14 | 11 | +3  |
|  | 3.   | Águia de Marabá  | 13 | 10 | 3 | 4 | 3 | 11 | 11 | 0   |
|  | 4.   | Castanhal        | 11 | 10 | 2 | 5 | 3 | 5  | 7  | -2  |
|  | 5.   | São Francisco-PA | 6  | 10 | 1 | 3 | 6 | 13 | 24 | -11 |

Legenda:

      Ammesse alla fase finale
      Retrocesso in Segunda Divisão 2020

### Gruppo A2
|  | Pos. | Squadra         | Pt | G  | V | N | P | GF | GS | DR  |
|  | ---- | --------------- | -- | -- | - | - | - | -- | -- | --- |
|  | 1.   | Paysandu        | 22 | 10 | 6 | 4 | 0 | 18 | 4  | +14 |
|  | 2.   | Independente-PA | 17 | 10 | 5 | 3 | 2 | 11 | 10 | +1  |
|  | 3.   | Paragominas     | 16 | 10 | 4 | 4 | 2 | 14 | 13 | +1  |
|  | 4.   | Tapajós         | 8  | 10 | 1 | 5 | 4 | 8  | 13 | -5  |
|  | 5.   | São Raimundo-PA | 4  | 10 | 0 | 4 | 6 | 8  | 18 | -10 |

Legenda:

      Ammesse alla fase finale
      Retrocesso in Segunda Divisão 2020

## Fase finale
|  | Semifinali      | Semifinali      | Semifinali | Semifinali | Semifinali |  |  | Finale          | Finale          | Finale | Finale | Finale |  |
|  |                 |                 |            |            |            |  |  |                 |                 |        |        |        |  |
|  | Bragantino-PA   | Bragantino-PA   | 0          | 0          | 0          |  |  |                 |                 |        |        |        |  |
|  | Remo            | Remo            | 1          | 0          | 1          |  |  | Remo            | Remo            | 0      | 2      | 2      |  |
|  | Independente-PA | Independente-PA | 3          | 0          | 3          |  |  | Independente-PA | Independente-PA | 1      | 0      | 1      |  |
|  | Paysandu        | Paysandu        | 1          | 1          | 2          |  |  |                 |                 |        |        |        |  |